# Бели двор
Бели двор налази се са Краљевским двором у оквиру дворског комплекса на највишем брежуљку Дедиња, на имању површине 135 хектара.
Изградња је завршена 1936. године, по пројекту Александра Ђорђевића. Реновиран непосредно после Другог светског рата. Коначно је уређен и опремљен за садашњу намену истовремено са Старим двором (арх. Братислав Стојановић са тимом). Комплекс дворова, уређен као јединствена слободна површина, служи у резиденцијалне сврхе.

## Историја
Градњу Белог двора започео је 1934. године, приватним средствима краљ Александар I са жељом да направи резиденцију за своје синове (престолонаследника Петра II, краљевића Томислава и краљевића Андреја), али није доживео да види завршетак радова. Изградњу двора довршио је кнез Павле који је, као велики љубитељ уметности, двор опремио вредним уметничким делима.
Уз двор, саграђени су и кухиња и гаража, који су са централним објектом повезани подземним тунелом. Пред почетак Другог светског рата у Европи, кнез Павле је објекту придодао и подземно склониште.
У очекивању пунолетства Петра II Карађорђевића, Бели двор користио је кнез Павле са породицом, а после Другог светског рата двор је служио као репрезентативни објекат у коме су се одржавале свечаности и примали угледни гости из иностранства.
Инвентар Белог двора је по доласку комуниста на власт отуђен и попљачкан. Део предмета је враћен захваљујући труду стручњака у Задужбини краља Петра I. Предмети су продавани на „синдикалним  распродајама” и завршио је у многим кућама по Тополи и другде. Пеко Дапчевић је 1963. и 1967. продао луксузни намештај са Белог двора, у поседу краљевске породице Карађорђевић, брачном пару из Београда, за 13 милиона. Укупно је враћен само мали део предмета краљевске породице.
Током председничког мандата Слободана Милошевића (1997—2000), објекат је коришћен за живу политичку активност, како на унутрашњем, тако и на међународном плану. Последњи шеф државе који је званично примљен у Белом двору био је Председник Белорусије, Александар Лукашенко 1999. године. У Свечаној трпезарији Белог двора, потписан је документ којим се отворио пут за потписивање војно-техничког споразума у Куманову, којим је окончан оружани сукоб НАТО-а и СРЈ отпочет 24. марта 1999. године.
Данас Бели двор, као и читав дворски комплекс на Дедињу користи принц Александар са породицом. Објекат је власништво Републике Србије.
Бели двор красе дела светских уметника међу којима су слике Николе Пусена, Франсоа Мијеа, Јана Бројгела, Паола Веронезеа и других, а ту је и портрет краља Александра I од Паје Јовановића.
Трпезарија је опремљена намештајем у стилу чипендејла у којој доминира импозантна витрина са порцеланом из Севра, а Велики и Мали салон намештајем у стилу Луја XV.